# Bosistoa medicinalis
Bosistoa medicinalis là một loài thực vật có hoa trong họ Cửu lý hương. Loài này được (F.Muell.) T.G.Hartley mô tả khoa học đầu tiên năm 1977.